# Asplenium vespertinum
Asplenium vespertinum är en svartbräkenväxtart som beskrevs av William Ralph Maxon. Asplenium vespertinum ingår i släktet Asplenium och familjen Aspleniaceae. Inga underarter finns listade.